# Gáll
A Gáll régi magyar családnév. A magyar Gál vezetéknév egy változata.

## Híres Gáll nevű személyek
- Gáll Endre (1868–1935) magyar jogász
- Gáll Ferenc (1912–1987) magyar festőművész, szerkesztő
- Gáll Sándor (hadnagy) (1825–1863) magyar származású szabadságharcos az amerikai polgárháborúban az unionisták oldalán
- Gáll Imre (1879–1950) erdélyi magyar tanító és méhész, szerkesztő, szakíró
- Gáll Ádám (1993) magyar festőművész
- Gáll Margit (1920–1960) erdélyi magyar ifjúsági író, műfordító
- Gáll Erzsébet (1928–2002) ) szlavista filológus, műfordító, tankönyvíró
- Gáll András (1930) romániai magyar író, újságíró, publicista
- Gáll János (politológus) (1930–2019) erdélyi magyar politológus, történész, a tudományos szocializmus tanára és kutatója a kolozsvári egyetemen
- Pelczné Gáll Ildikó (1962) magyar mérnök-közgazdász, egyetemi oktató
- Gáll István (1931–1982) Kossuth-díjas magyar író
- Gáll Ernő (1917–2000) szerkesztő, szociológus, filozófiai író.
- Gáll Erwin (1977) erdélyi születésű magyar történész és régész